# Leo A
Leo A (també coneguda com a Leo III) és una galàxia irregular en la constel·lació del Lleó que forma part del Grup Local.
Leo A se troba a 2,25 milions d'anys llum de la Terra i té una massa estimada de (8.0 ± 2.7) × 107 masses solars. Va ser descoberta per Fritz Zwicky en 1942.